# 庫普列亞諾夫島
56°47′34″N 133°29′49″W / 56.79278°N 133.49694°W
庫普列亞諾夫島（英語：Kupreanof Island）是美國阿拉斯加州的島嶼，屬於亞歷山大群島的一部分，長84公里、寬32公里，面積2,802平方公里，是美國第十三大島嶼，最高點海拔高度257米，2000年人口785。位於該島西北部的卡克是島上最大的聚落，庫普列阿諾夫位於該島東岸。